# 労働改造所

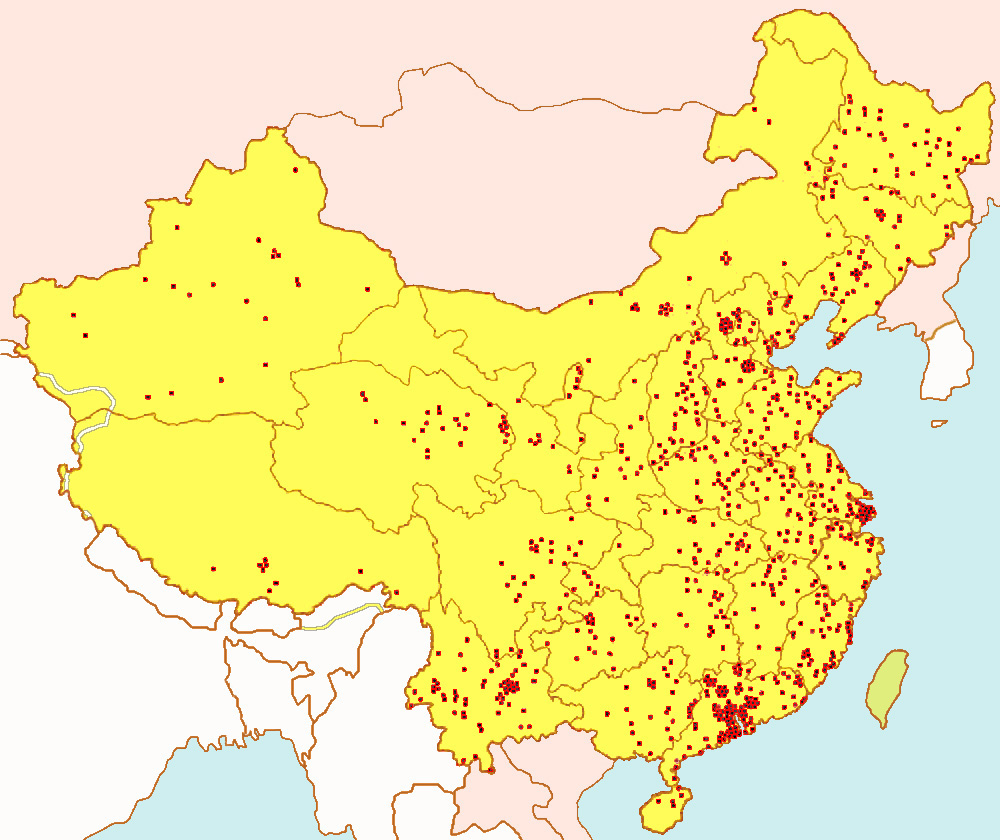
労働改造所の地図。

労働改造（ろうどうかいぞう）とは、「労働を通じて改造する」理念であり、中華人民共和国で実施されていた反革命犯及び刑事犯の矯正処遇政策である。物理的には、旧ソ連の強制収容所・グラーグに倣い造られた労働改造機関を指す。1954年に施行された「労働改造条例」で明文化された制度である。ワシントンDCの人権NPO・労改研究基金の調査によれば、中国に点在する労働改造機関の数は1000ヶ所、総収容者数は300～500万人、1949年以降、労働改造機関に収容された人の総数は4000～5000万人に上る。

## 労働改造制度
「労働改造」という言葉は中華民国の法律にはなく、中華人民共和国成立後に成立した概念である。中華民国34年（1945年）に施行された「監獄行刑法」において、矯正処遇の意味で使われていたのは「教化」という言葉である。中華人民共和国成立後の1954年に施行された「労働改造条例」第一条で明記されているように、「すべての反革命犯（政治犯）とその他の刑事犯を懲罰するため、並びに犯人が労働を通じて自身を改造し、新しい人に生まれ変わるのを強制するために、本条例を制定する。」、労働改造は反革命犯及び刑事犯を懲罰、改造するための処遇措置であった。
「共産党宣言」で下記の声明がされているように、共産党の目的はプロレタリアート革命であった。「これまでの社会の歴史はすべて階級闘争の歴史である」、「われわれの時代すなわちブルジョアジーの時代の特徴は、階級対立を単純にしたことである。全社会は敵対する二大陣営にますます分裂しつつある。直接相対立する二大階級、すなわちブルジョアジーとプロレタリアートである。」、「プロレタリアートは暴力を用いてブルジョアジーを転覆し、自己の支配を確立する。」それに反する者は「反革命分子」と呼ばれた。
労働改造の主目的は、階級闘争の手段として、反革命分子、ブルジョワジーの政治思想を条例でいう「新しい人」、即ちプロレタリアート独裁に服従する人に強制的に改造することである。「労働改造は、政治思想教育と結びつかなければならない」（労働改造条例第二十五条）
改造が目的に対し、手段は労働である。マルクスはかつて「体力労働はすべての社会の病毒を防止する偉大なる消毒剤である」と述べている。労働改造によって発生した生産活動は、「労働改造生産は国家の経済建設に寄与するもので、国家の生産、建設の総合計画に含まれるべき項目である。」（労働改造条例三十条）と定められた。「改造第一、生産第二」が党の方針であったが、実際は労働改造機関は当局にとって重要な労働力供給源だった。特に建国当初の経済開発において、労働改造制度は無償の労働力を供給する重要な政策で、毛沢東時代、囚人たちは道路、水路、ダムなどのインフラ建設に駆り出された。これらのプロジェクトは無償の労働力なしに、政府の財政では到底実現できるものではなかった。
「労働改造条例」で指定されていた労働改造機関は、看守所、監獄、労働改造管教隊、少年犯管教所である。1990年3月17日に「看守所条例」、1994年12月29日に「監獄法」が施行され、物理的には「労働改造機関」は監獄法の施行と同時に廃止され、監獄、看守所へと名称変更された。「労働改造条例」は2001年に廃止されている。
しかし政治思想の改造を目的とした労働改造の理念は依然として監獄、看守所に残存する。このことは法律上、以下の論理構造から見抜くことが可能である。「中華人民共和国はプロレタリアートが指導する労働者と農民の連盟を基礎とした人民民主独裁の社会主義国家である。社会主義制度は中華人民共和国の根本制度である。いかなる組織又は個人による社会主義制度の破壊を禁止する。」（憲法第一条）、これにより法律上、人民民主独裁（共産党政権）及び社会主義制度に異論を持ち行動を起こすことは違法行為と見なされる。「労働能力のある受刑者は、労働に参加し、教育と改造を受けなければならない」（刑法第四十六条）、刑法に盛り込まれた労働改造の理念である。「監獄は懲罰と改造の結合、及び教育と労働の結合を原則として受刑者を処遇し、受刑者を遵法の市民に改造する。」（監獄法第三条）、この場合の「遵法の市民」は無論憲法第一条を遵守することも含まれ、労働改造条例で示す「新しい人」に近似する性質を持つ。
「看守所」は主に刑事被疑者・被告人、有期刑一年以内あるいは残刑期間が一年以内の受刑者を収容する刑事施設である。法律上、看守所は懲役を科されていない刑事被疑者・被告人に対し、思想改造を目的とした労働を割り当てることが可能である。「看守所は、刑事被疑者・被告人に対し法律、道徳、時勢及び労働教育を実施する。」（看守所条例第三十三条）また、1991年に公布された「看守所条約実施方法」では、「看守所は円滑に刑事被疑者・被告人に対し改造業務を遂行できるように、教育制度を確立しなければならない。」（第四十条）、「刑事被疑者・被告人の思想改造を促進するために、安全を保障することができ、かつ捜査、起訴、審判に影響を及ぼさない前提で、看守所は刑事被疑者・被告人に対して適度な労働を割り当てることができる。」（第四十三条）と明記されている。被疑者、被告人に対する労働強要は推定無罪の原則に反するものである。

## 労働改造生産
「労働改造生産は国家の経済建設に寄与するもので、国家の生産、建設の総合計画に含まれるべき項目である。」（労働改造条例三十条）改革開放以降、共産主義イデオロギーの崩壊に伴い、労働改造機関の政治思想の矯正目的は薄れ、代わりに興った経済成長至上主義のもと、被収容者の無償の作業によって製造された「労働改造製品」は国内外市場に流通するようになり、労改機関、監獄管理局、司法部など、関連する機関はそこから莫大な利益を獲得している。
改革開放政策導入後、それまで計画経済に依存していた国有企業は、市場経済に移行する過程でそれまで保持していた独占的地位が低下し多くが経営難に陥った。労改企業の一つである監獄企業は、特殊な企業形態ゆえ、80年代には半数以上の監獄企業が上納する利益を持たず、総崩れともいえる状況が起きた。1994年には全国の監獄工業生産損失額は1.5億元に達した。
経営難にあえぐ労改企業を支援するために1994年に法人税徴収免除政策、1998年に増値税還付政策が公布され、税制上の優遇措置が講じられた。監獄の経費保障を確立するために、1994年に施行された「監獄法」では、刑務所の運営経費は国家予算に計上され、国が刑務作業に必要な生産設備と生産経費を供給すると定めた。また利益隠蔽、損失拡大の要因だった利益の一定比率を上納し、損失は補填される「請負制」を廃止し、国有資産委託経営により監獄企業の財産権を明確化した。具体的には省級監獄管理局が国家を代表して監獄企業の出資者となり、経営、指導、監査の権限を有し、国有資産の資産価値の維持・向上の責任を負うものと定めた。刑務官のぬるま湯体質を変えるために、基本給とは別に企業業績を反映したインセンティブ制度を導入するなど、成果主義人事制度を確立した。それでも長期赤字を計上し、負債を多く抱える収益改善の見込みがない監獄企業については、計画倒産させる方針を2004年に打ち出した。
監獄形態と企業形態が合わさった「監企合一」は監獄の矯正目的と企業の営利目的が混在した状態で本来の刑務所の責務と逸し、また不透明ゆえ、腐敗の温床になり易いなどの問題を抱えていた。2003年に「全額保障、監企分離（監獄形態と企業形態の分離）、収支決算報告の分離、規範に基づく運営」を目標とする監獄制度改革が施行され、2008年から全国範囲で実施されることになった。これらの政策によって、総崩れともいえる状況に陥っていた監獄企業経済は、赤字体質から黒字体質に転換した。2012年司法部部長（法務大臣に相当）・呉愛英氏は、2011年の監獄経費保障額が2002年より240%増加し監獄経費支出比率の87.9%に達したと報告した。しかし監獄企業の営業利益は経営権が属する監獄管理局に帰属し、同時に監獄管理局は監獄経費の予算編成、監査を行う。つまり監獄管理局をトップとする監獄機構で見た場合、監獄性質と企業性質は依然として結合しており、外部からの監察も乏しいため腐敗の温床となっている。
また、労働改造機関で被収容者が行っている作業は法律で定められている受刑者の権利を蹂躙する過酷なものである。被収容者が関わっている危険な作業場として、ワシントンDCにある人権NGO・労改研究基金（Laogai Research Foundation）は以下に挙げる事例を確認している。保護装置がない石綿鉱（アスベスト）（アスベストは国際機関より発癌性があると勧告されている）、手袋を提供しない希硫酸バッテリー液処理工場、約90cmの深さがあるタンニン革製造溶液槽に裸体の囚人を入れ、人工的に化学原料の撹拌を強要するタンニン革製造工場。このような作業環境下で、被収容者たちは10時間から14時間時にはそれ以上、作業をしなければならないのである。

## 労働改造製品
労改機関は収容施設形態と企業形態（「労改企業」）の二面性を持ち、労改機関の長は労改企業の経営者、被収容者は労働者の性質を兼ね、名称上当局と内部が使用する機関名称と外部に対して使用する企業名称を備えている。労改機関は被収容者を労働市場価格に比して遥かに安い人件費コスト（ほぼ無償に近い）で生産活動に従事させることで、容易に民間の競合他社より人件費コストに起因する価格優位性のアドバンテージを手に入れることができる。様々な優遇措置を享受し、安価な労働資源を抱える労改企業によって製造された商品は、調達者、消費者にとって一般の企業では到底実現できない魅力的な価格優位性を持っている。
米中双方の法律上、労働改造製品を米国へ輸出することは違法である。労働改造製品に関して、アメリカ政府と中国政府は、1992年に「労改製品の輸出入及び貿易禁止に関する了解覚書」（Memorandum of Agreement）を締結し、1994年に共同声明（Statement of Cooperation）を公布している。またアメリカの法律は受刑者、強制労働者が製造した製品の輸入を禁じている（U.S.C. Title 19 , Chapter 4 , Subtitle II , Part I , § 1307）。刑務所作業製品であると知りながら輸入することを犯罪行為と定めている（U.S.C. Title 18 , Part I , Chapter 85 , § 1761）。中国の法律でも監獄で製造された製品の輸出は禁止されている。1991年10月5日国務院が公布した「労改製品の輸出禁止に関する規定」の第四条では、「労改製品の輸出禁止を重ねて言明する。貿易会社は労改製品を購買し、または他の貿易会社を介して労改製品を調達し輸出してはならない。監獄は貿易会社に商品を供給してはならない。」と記されている。
上記の関連法律が整備されているが、現状中国の労改製品は国際市場に出回り、特定が難航している。米議会の「米中経済安全保障調査委員会」は2008年11月の報告書で、中国側の情報開示が不十分なために違法輸出の実態解明は「困難」と指摘している。労改企業で生産された製品はカモフラージュとして流通過程でペーパーカンパニー、卸売業者、貿易業者などを介して取引され、アメリカの法律上貿易業者が輸出業者として登録可能のため、実際の製造業者を特定することは難しい。また、仮に労改企業が製造に関与していると分かっていても、法廷上で中国人の証言など有力な証拠を提示できなければ、裁判所は差押え許可を下すことができないため、税関で防ぐことは大変困難である。

## 米国議会の反応

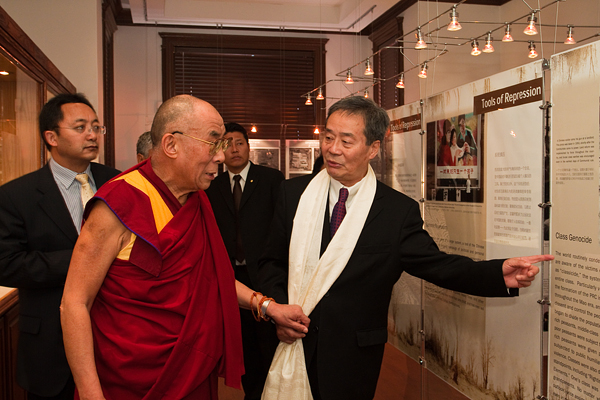
労働改造博物館を訪れるダライ・ラマ14世

労働改造は時事英語としても通る名前"Laogai"となり、2005年には米議会で「中国の強制労働」と題する公聴会まで開かれ、約1000箇所の監獄があり、無償で働かされ、その生産物は日本や米国に輸出し、中国は利益を上げていると発表された。この問題に取り組む人権活動家・Harry Wuによれば、300万人以上が強制収容されているとし、その状況を訴えるために2008年、ワシントンD.C.に中国の強制労働問題をテーマにした「労働改造博物館（en:Laogai Museum）」をオープンさせている。
更に、2008年6月19日、米国議会の機関で中国問題を広範に扱う「米中経済安全保障調査委員会（USCC）」は、中国の労改製品に関する公聴会を開いた。国際市場に輸出された労改製品が特定商品の市場価格に影響を及ぼした事例として、Marck & Associates, Inc.の経営責任者・Gary G. Marck氏が参考人として供述した。
Marck & Associates, Inc.は主にセラミック製品の輸入及び卸売をしているアメリカ企業である。Gary G. Marck氏は、競合他社のセラミックカップが市場価格を著しく下回る価格で販売されているのを見かけ、不思議に思い調査したところ、カップの製造業者が中国山東省淄博（しはく）市にある山東淄博茂隆陶器有限公司（以下、茂隆）であることが分かった。Marck氏は現地調査に乗り出し、茂隆の生産能力に限りがあること、茂隆が魯中監獄の正門前に位置していること、魯中監獄内にセラミック製品の生産ラインが存在することなどから、監獄企業・魯中監獄が実際の製造業者で、茂隆は外国へ輸出するためのペーパーカンパニーであると推定した。2005年、Marck & Associatesは競合相手を起訴し、裁判所は競合相手の行為が不公正な取引方法に該当するとして、Marck & Associatesの損害賠償請求を認めた。同時に裁判所はMarck & Associatesがセラミック商品が魯中監獄で生産されていることについて立証責任を履行しなかったことを指摘した。
公聴会でGary G. Marck氏は、「目撃者の証言を含めた様々なリソースから、魯中監獄で製造されたセラミックコーヒーカップがアメリカ市場に輸出されていることが証明されている」、「多くの輸入商は魯中監獄と茂隆の関係に気づいているが、価格優位性からカップが刑務所作業によって製造されている事実について見て見ぬふりをしている」、「損失を被るのは、刑務所作業製品と競争しなければならない米中の企業で、そのことが最終的に雇用の損失につながっていく」と供述した。
中国国内の民間企業が労改企業との競合に晒されれば、品質に大差がない場合、価格優位性に劣るだろうし、労改製品を輸入している輸入業者とそうでない業者では、消費者にとっては安価な労改製品がより魅力的だろう。このことは公正取引の原則に反するもので、市場の公正かつ自由な競争を歪めることにつながっている。
2008年労改研究基金が発表した報告書によれば、企業信用情報を提供するダンアンドブラッドストリートのデータベースと既知の労改企業を照らし合わせた結果、314ヶ所が企業名もしくは登録住所で一致した。労改企業314社は28の省、256の刑事施設にまたがり、そのうち65社は社名に直接監獄の文字が含まれていた。当時のUSCCのコミッショナー・Peter Videnieks氏は、「労改製品の一部分はアメリカ市場への進出を図っている。輸出によって労改機関の職員は利益を得ているが、このような不正取引によって損失を被るのは、アメリカで合法的な営業活動に従事している業者である。」と述べた。